# Hamza El Moussaoui
Hamza El Moussaoui (ur. 7 kwietnia 1993 w Al-Funajdik) – marokański piłkarz grający na pozycji obrońcy w Moghrebie Tétouan. Reprezentant kraju. 

## Kariera

### Kariera klubowa
Hamza El Moussaoui zaczynał karierę w Moghrebie Tétouan. Po raz pierwszy wystąpił w tym zespole 23 sierpnia 2015 roku, kiedy wszedł na ostatnią minutę meczu pucharu CAF z Smouha SC, wygranym 2:1. Po raz pierwszy asystował tam 8 maja 2016 roku w meczu przeciwko Olympique Khouribga, przegranym 1:2. Hamza El Moussaoui asystował przy golu wyrównującym w 26. minucie, który strzelił Zaid Krouch. Do czasu przenosin do następnego klubu Hamza El Moussaoui rozegrał 67 meczów (66 ligowych) i zaliczył 5 asyst.
1 lipca 2018 roku Hamza El Moussaoui przeniósł się do FARu Rabat. W stołecznym zespole zadebiutował 9 września 2018 roku w spotkaniu przeciwko Difaâ El Jadida przegranym 0:1. Pierwszą asystę w tym klubie El Moussaoui zaliczył 6 listopada 2018 roku w meczu przeciwko Renaissance Berkane, przegranym 2:1. Hamza El Moussaoui w 19. minucie dograł do Nzinga Luvumbu, który strzelił wyrównującą bramkę. Łącznie w zespole ze stolicy Maroka Hamza El Moussaoui rozegrał 20 meczów i asystował czterokrotnie.
18 lipca 2019 roku Hamza El Moussaoui powrócił do Tetuanu. Ponownie zadebiutował tam 14 września 2019 roku w spotkaniu przeciwko FARowi Rabat, wygranym 2:0. Pierwszą bramkę i asystę po powrocie zaliczył tam 4 października 2020 roku, a jego zespół pokonał Mouloudię Wadżda 4:0, Hamza El Moussaoui asystował w 28. minucie, a gola strzelił w 85., ustalając wynik spotkania. Łącznie po powrocie do Tetuanu do 4 maja 2021 roku Hamza El Moussaoui rozegrał 39 (37 ligowych) meczów, strzelił 2 bramki i zanotował 4 asysty.

### Kariera reprezentacyjna
Hamza El Moussaoui zadebiutował w ojczystej reprezentacji 18 stycznia 2021 roku w meczu przeciwko Togo, wygranym 1:0. Jedyną bramkę strzelił 26 stycznia w meczu przeciwko Ugandzie, wygranym 2:5. Do 4 maja 2021 roku Hamza El Moussaoui rozegrał 6 meczów i trafił do siatki jeden raz.